# Nikola Drinčić
Nikola Drinčić (ur. 7 września 1984 w Belgradzie) – czarnogórski piłkarz grający na pozycji defensywnego pomocnika.

## Kariera klubowa
Drinčić jest Czarnogórcem, ale urodził się w serbskim Belgradzie. Karierę zawodniczą rozpoczął w klubie Teleoptik Zemun. W 2003 roku zadebiutował w nim w drugiej lidze. Jeszcze w trakcie sezonu 2003/2004 przeszedł do Partizana Belgrad. W Partizanie był rezerwowym, rozegrał 4 spotkania w superlidze i został wicemistrzem Serbii i Czarnogóry. Latem 2004 odszedł z klubu do Spartaka Subotica i przez rok grał z nim w drugiej lidze. W 2005 roku ponownie zmienił zespół i tym razem został piłkarzem Budućnostu Banatski Dvor, dla którego strzelił 9 bramek w sezonie 2004/2005.
W 2006 roku Drinčić przeszedł do tureckiego Gaziantepsporu. W pierwszej lidze tureckiej zadebiutował 6 sierpnia 2006 w zremisowanym 1:1 domowym spotkaniu z Denizlisporem. W Gaziantepsporze grał przez pół roku i w tym okresie zdobył jednego gola w 15 rozegranych meczach.
Na początku 2007 roku Drinčić podpisał kontrakt z rosyjskim Amkarem Perm. 11 marca 2007 rozegrał swoje pierwsze spotkanie w Premier Lidze, wygrane 3:1 z FK Rostów. W 2008 roku zajął z Amkarem 4. miejsce w lidze, a także wystąpił w przegranym po serii rzutów karnych finale Pucharu Rosji z CSKA Moskwa.
W 2010 roku Drinčić został piłkarzem Spartaka Moskwa. Zadebiutował w nim 15 października 2010 w wygranym 1:0 meczu z Ałaniją Władykaukaz. W Spartaku rozegrał 4 mecze.
W 2011 roku Drinčić przeszedł do FK Krasnodar. W 2014 roku wrócił do Partizana. W sezonie 2015/2016 grał w Maccabi Hajfa, a latem 2016 przeszedł do FK Rad.
| Sezon     | Klub                    | Kraj                | Rozgrywki           | Mecze | Bramki |
| --------- | ----------------------- | ------------------- | ------------------- | ----- | ------ |
| 2003/2004 | Teleoptik Zemun         | Serbia i Czarnogóra | I liga              | 16    | 0      |
| 2003/2004 | Partizan Belgrad        | Serbia i Czarnogóra | Meridijan Superliga | 4     | 0      |
| 2004/2005 | Spartak Subotica        | Serbia i Czarnogóra | I liga              | 18    | 1      |
| 2005/2006 | Budućnost Banatski Dvor | Serbia i Czarnogóra | Meridijan Superliga | 28    | 9      |
| 2006/2007 | Gaziantepspor           | Turcja              | Süper Lig           | 15    | 1      |
| 2007      | Amkar Perm              | Rosja               | Priemjer-Liga       | 25    | 1      |
| 2008      | Amkar Perm              | Rosja               | Priemjer-Liga       | 28    | 2      |
| 2009      | Amkar Perm              | Rosja               | Priemjer-Liga       | 28    | 0      |
| 2010      | Spartak Moskwa          | Rosja               | Priemjer-Liga       | 4     | 0      |
| 2011/12   | FK Krasnodar            | Rosja               | Priemjer-Liga       | 39    | 2      |
| 2012/13   | FK Krasnodar            | Rosja               | Priemjer-Liga       | 17    | 1      |
| 2013/14   | FK Krasnodar            | Rosja               | Priemjer-Liga       | 1     | 0      |
| 2013/14   | Partizan Belgrad        | Serbia              | Superliga           | 13    | 4      |
| 2014/15   | Partizan Belgrad        | Serbia              | Superliga           | 23    | 2      |
| 2015/16   | Maccabi Hajfa           | Izrael              | Ligat ha'Al         | 13    | 0      |
| 2016/17   | FK Rad                  | Serbia              | Superliga           |       |        |

## Kariera reprezentacyjna
W latach 2006–2007 Drinčić występował w reprezentacji Serbii U-21 i w 2007 roku wywalczył z nią wicemistrzostwo Europy na Mistrzostwach Europy 2007. Po uzyskaniu niepodległości przez Czarnogórę zdecydował się na występy w tamtejszej reprezentacji. Zadebiutował w niej 12 września 2007 w przegranym 1:2 towarzyskim spotkaniu ze Szwecją. Był podstawowym zawodnikiem kadry narodowej w eliminacjach do Mistrzostw Świata w RPA.